# Bislée
Bislée ist eine französische Gemeinde mit 62 Einwohnern (Stand 1. Januar 2022) im Département Meuse in der Region Grand Est (bis 2015 Lothringen); sie gehört zum Arrondissement Commercy und zum Gemeindeverband Communauté de communes du Sammiellois.

## Geografie
Bislée liegt rund 54 Kilometer nordwestlich der Stadt Nancy im Zentrum des Départements Meuse. Verkehrstechnisch befindet sich die Gemeinde fernab von Autobahnen an der D964. Der Ort liegt an der Maas. Diese und der Canal de la Meuse bilden teilweise die Gemeindegrenze.
Nachbargemeinden sind Saint-Mihiel im Norden und Osten, Han-sur-Meuse im Osten, Kœur-la-Petite im Südosten und Süden, Kœur-la-Grande im Südwesten und Westen sowie Chauvoncourt im Nordwesten. 

## Geschichte
Der Name der heutigen Gemeinde wurde im Jahr 706 unter dem Namen Biscryblata erstmals in einem Dokument erwähnt. Im Mittelalter gehörte der Ort zum Gebiet des Herzogtums Bar und danach zum Herzogtum Lothringen, genauer zur Grafschaft Kœur im Barrois non mouvant. Mit dieser Herrschaft fiel Bislée 1766 an Frankreich. Bis zur Französischen Revolution lag die Gemeinde im Grand-gouvernement de Lorraine-et-Barrois. Im Ersten Weltkrieg wurde die Gemeinde durch Kriegshandlungen vollständig zerstört und von allen Bewohnern verlassen. Nach dem Krieg kehrte nur ein Teil der früheren Bewohner zurück. Der Ort gehörte von 1793 bis 1801 zum District Saint Mihiel. Zudem von 1793 bis 1801 zum Kanton Dompcevin und seit 1801 zum Kanton Saint-Mihiel. Die Gemeinde ist seit 1801 dem Arrondissement Commercy zugeteilt.

## Bevölkerungsentwicklung
| Jahr                       | 1962 | 1968 | 1975 | 1982 | 1990 | 1999 | 2006 | 2011 | 2019 |
| Einwohner                  | 77   | 83   | 89   | 77   | 79   | 68   | 66   | 61   | 61   |
| Quellen: Cassini und INSEE |      |      |      |      |      |      |      |      |      |

## Sehenswürdigkeiten
- Kirche Saint-Privat
- Brücke über die Maas
- Denkmal für die Gefallenen[2]
- Zwei Wegkreuze an der Grande Rue und bei Les Ormes

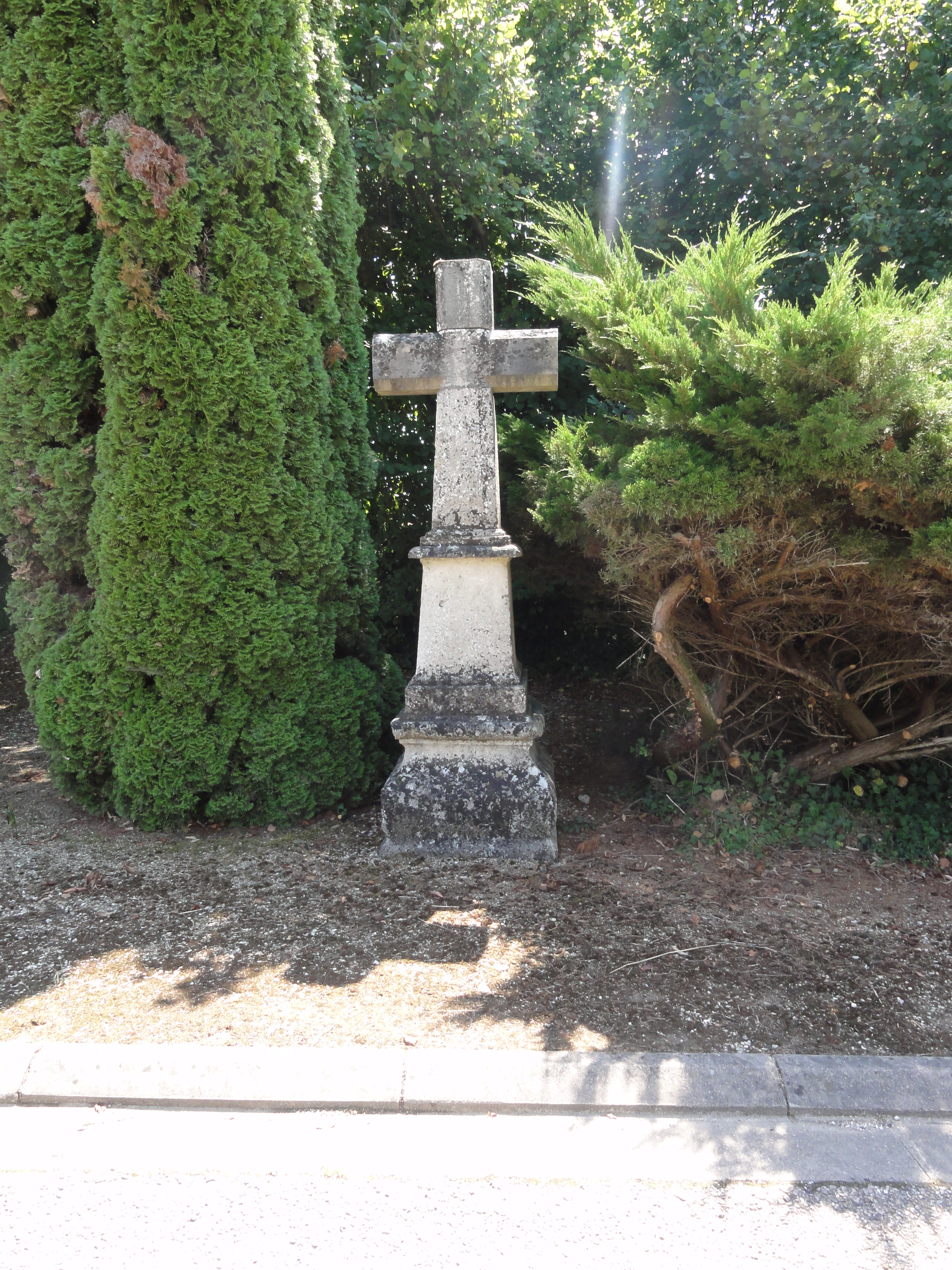
Wegkreuz
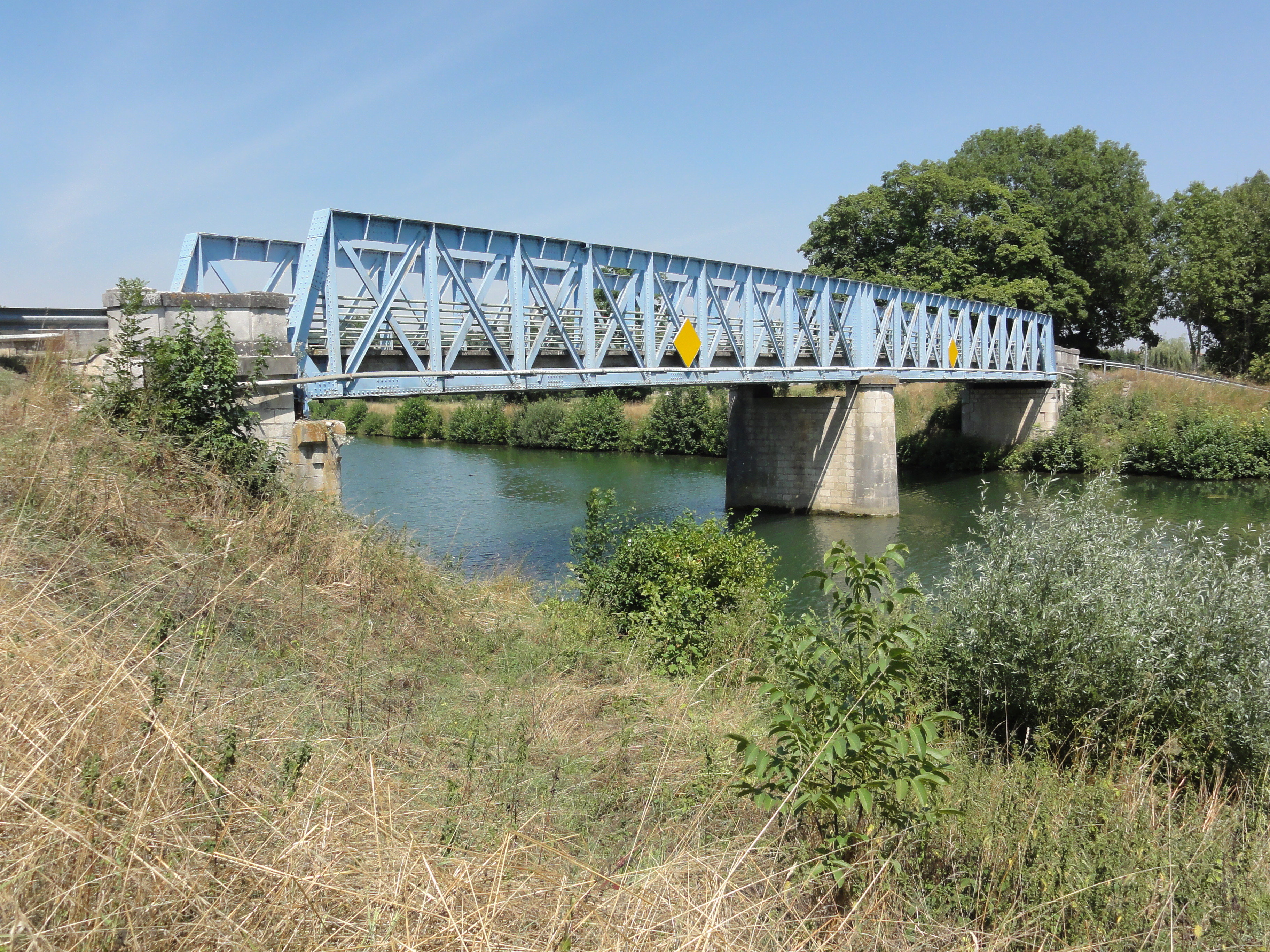
Brücke über die Maas
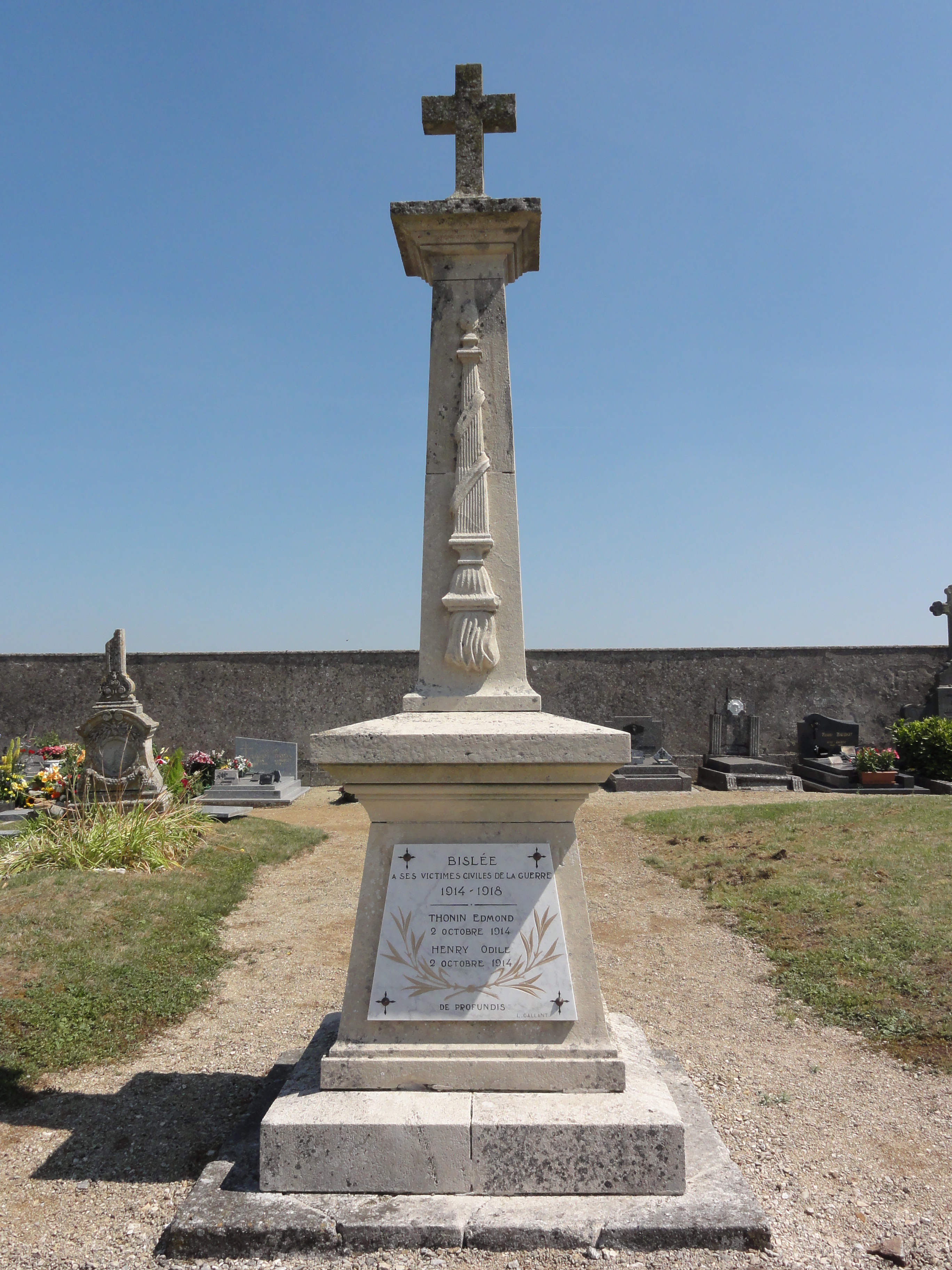
Denkmal für die Gefallenen